# 1 Civiel en Militair Interactiecommando
Het 1 Civiel en Militair Interactiecommando (1CMICo) is een militaire eenheid van het Operationeel Ondersteuningscommando Land (OOCL) van de Koninklijke Landmacht. Samen met de zustereenheden Joint ISTAR Commando en het Defensie Cyber Commando levert de eenheid capaciteit voor operaties in het informatiedomein. Het commando is gelegerd in de Koning Willem III Kazerne in Apeldoorn. Het personeel van de eenheid bestaat uit beroepsmilitairen en reservisten van de Landmacht, de Marine, de Luchtmacht, en de Marechaussee.

## Geschiedenis
Op 18 oktober 2013 wordt in opdracht van de Commandant Landstrijdkrachten Luitenant Generaal De Kruif het voormalige 1 CIMIC Bataljon omgevormd naar het 1 Civiel en Militaire Interactiecommando. Met ingang van 20 november 2020 is 1CMICo een onderdeel van het Korps Communicatie & Engagement 'Prinses Ariane', van het Wapen van de Informatiemanoeuvre.

## Taak
Het 1CMICo heeft als taak de gecoördineerde voorbereiding, planning en cultureel afgestemde uitvoering van Civil Military Cooperation (CIMIC) en Psychologische Operaties (PSYOPS). Dit heeft als doel het onderhouden contact tussen een commandant van een missie en de lokale bevolking, overheidsinstanties, en hulporganisaties.

## Onderdelen
Het 1CMICo bestaat uit de volgende onderdelen:
- Communication & Engagement Compagnie: deze compagnie is verantwoordelijk voor coördineren en leveren van operationele CIMIC en PSYOPS capaciteit.
- Sectie Cultuurhistorische Achtergronden en Informatie (CAI): dit kennisinstituut richt zich op sociaal-culturele expertise van (potentiële) missiegebieden. De sectie levert ook advies op het gebied van bescherming van cultureel erfgoed tijdens nationale en expeditionaire inzet.
- Joint Expertisecentrum Communication & Engagement (JEC C&E): dit kenniscentrum houdt zich bezig met het borgen van kennis, verzorgen van opleiding en training, ontwikkelen van kennis en opleidingsproducten. Het centrum bestaat uit de School C&E, het Bureau Opleidings-en Trainingsontwikkelingen (BOTO), en het Bureau Gedragsonderzoek en Advies (BGOA).
- PMESII Netwerken: zes netwerken reservisten specifieke deskundigheid (RSD) gespecialiseerd in Politics, Military, Economy (IDEA), Social (Cultural Affairs & Education), Infrastructure, en Information.